# Nazionale maschile di pallacanestro della Papua Nuova Guinea
La nazionale di pallacanestro della Papua Nuova Guinea è la rappresentativa cestistica della Papua Nuova Guinea ed è posta sotto l'egida della Federazione cestistica della Papua Nuova Guinea.